# 大仁秀
大 仁秀（だい じんしゅう）は、渤海の第10代王。

## 生涯
高王大祚栄の弟であった大野勃の4世孫に当り、傍系の王族ながら僖王大明忠の死により渤海王位を継承した。

### 周辺地域の攻略
宣王が即位した頃、新羅では王族の金憲昌派と憲徳王の対立で国内に政治的混乱が発生し、また飢饉の発生により国力を衰退させていた。この状況下、宣王は即位直後に新羅に対し軍事行動を起こした。戦闘の結果、新羅は大同江に300里の長城を築き渤海の南下を阻止することとなり、渤海による軍事行動が相応の成果を得たものと考えられる。
新羅との国境を平定した宣王は海北の諸部、現在の興凱湖付近の靺鞨の平定に着手した。靺鞨の各部族は唐へ直接入朝していたが、この時期より渤海に服属し、強大な勢力を誇った黒水部の平定にも成功している。平定した靺鞨の地には行政機構を設置し、安定郡や鉄利郡などの行政機構がこの時期に設置された。

### 唐との関係
宣王は即位後唐に対し臣下の礼を取り、蕃礼を欠かすことがなかった。これに対し唐側でも渤海の入朝を非常に歓迎し、穆宗や文宗などは親しく渤海使と引見し、麟徳殿での宴を賜った記録が残されている。それ以外にも「渤海王子に官を加うるの制」などの勅書が残されており、唐と渤海の親密な関係を現在に伝えている。
事実王族の中から大公則をはじめ入朝させ、李居正・高寿海・朱承朝などの留学生を派遣し唐の文物制度を導入した渤海は大いに発展した。

### 日本との関係
宣王は引き続き日本への遣使を盛んに行なった。即位直後はほぼ2年に1度の頻度で日本に使節を派遣していたが、淳和天皇の代になると、渤海からの使節が多くの日本の物資を確保する姿勢から使節に対する厚遇を見直す動きが発生した。建興6年（824年）に高貞泰を正使とする使節が訪日した際には、応接を拒絶されて退還させられ、建興10年（828年）に王文矩を正使とする使節は却廻との処分を受け、「渤海使は国賓に非ず、貿易商人なり」との判断を受けそれ以降12年に1度（後に6年に1度に緩和）の遣使との取り決めが行なわれるようになった。東アジアの国際情勢の中で日本との通交により新羅を牽制しようとした渤海側の意図も経済交流に主軸が移り、また当初は国賓の来朝を喜んだ日本側も、度重なる応接及び下賜品という商品の授与に経済的負担を感じ両国の関係に変化が生じてきた結果である。

### 海東の盛国
『新唐書』や『玉海』などの文献の中では渤海は海東の盛国と称された。この称号がいつの時代から使用されたかについては諸説あるが、この時期に混乱していた渤海国内をまとめ、周辺地域を平定した宣王の代はまさに海東の盛国の時代の開始点であったと言える。